# 野毛 (市原市)
野毛（のげ）は、千葉県市原市の五井地区にある大字。郵便番号は290-0033。

## 概要
千葉県市原市の五井地区にある大字である。主に果樹園と水田が広がる耕作地帯である。字の東部を養老川が通る。

## 地理
北は島野、東は養老川を挟んで村上、南は廿五里、西は白塚と接する。

## 歴史

### 地名の由来
「の（湿地）」及び「け（異・消）」で、養老川の氾濫により水没する湿地と言う意味。

### 沿革
- 室町時代 - のけの村
- 江戸時代 - 野毛村
- 1963年5月1日 - 市原市市制施行に伴い市原市五井地区の一部となる[5]。

## 世帯数と人口
2022年4月1日現在の世帯数と人口は以下の通りである。
| 町丁字 | 世帯数  | 人口  |
| ------ | ------- | ----- |
| 野毛   | 117世帯 | 282人 |

## 通学区域
市立小中学校及び県立高校へ通学する場合の通学区域は以下の通りである。
| 町丁字 | 番地 | 小学校             | 中学校             | 県立高校 |
| ------ | ---- | ------------------ | ------------------ | -------- |
| 野毛   | 全域 | 市原市立東海小学校 | 市原市立東海中学校 | 第9学区  |